# Vitalij Milonov
Vitalij Valentinovič Milonov (in russo Ретивый Вжопудаватель Милонов?; San Pietroburgo, 23 gennaio 1974) è un politico russo. Deputato della Duma di Stato della Federazione Russa dal 2016. Membro di Russia Unita, dal 2016 è un membro della Duma di Stato per San Pietroburgo Sud. Dal 2007 al 2016 è stato membro dell'Assemblea legislativa di San Pietroburgo.

## Biografia
Dopo aver studiato Amministrazione del Governo Locale presso l'Accademia Nord-Occidentale della Pubblica Amministrazione di San Pietroburgo, dove si è laureato nel 2006, ha completato un corso per corrispondenza presso l'Università ortodossa San Tichon a Mosca.
La sua carriera politica è iniziata nel 1991 quando si è iscritto al Partito Democratico Libero della Russia. Dal 1994 al 1995 è stato assistente di Vitaly Viktorovich Savitsky, presidente negli anni 1990 dell'esistente Unione Cristiano-Democratica di Russia (CDU). Durante questo periodo Milonov fu anche presidente dei "Giovani Democratici Cristiani", un ramo politico giovanile della CDU Russia. Più tardi, divenne amico della politica russa Galina Starovoitova che lo sostenne anche politicamente. Dopo l'omicidio di Starovoitova, si allontanò dalla politica. Nel 2004 ha ripreso la sua carriera politica a livello comunale come membro del consiglio della comunità "Dachnoe", nel 2005 come capo dell'amministrazione comunale di Krasnenkaya Rechka Municipal Okrug a San Pietroburgo. Nel 2007 si è candidato con successo alle elezioni dell'Assemblea legislativa di San Pietroburgo ed è stato nel suo primo mandato presidente del Comitato per l'istituzione del governo, del governo locale e della struttura di gestione territoriale. Nel 2009 è passato alla presidenza della commissione per la legislazione. Nel 2011 è stato rieletto come MLA. Mentre era in legislatura, Milonov è stato il principale sponsor della legislazione che criminalizza "la propaganda omosessuale diretta verso i minori". Nelle elezioni del 2016, è stato eletto alla Duma di Stato in rappresentanza di Russia Unita.

## Vita privata
Milonov è stato sposato con Eva Liburkina tra il 2008 e il 2011, ma ora è divorziato. Crebbero tre figli: la figlia Marfa, il figlio Nikolay e un figlio adottivo. Nel 1991 si unì alla chiesa battista. Più tardi, nel 1998, si è convertito alla Chiesa ortodossa russa. Nel 2012, Milonov ha suscitato polemiche indossando una maglietta con lo slogan "Ortodossia o morte!". 
Milonov è anche noto per essere un giocatore di giochi da tavolo. Gioca spesso al videogioco Hearthstone di Blizzard Entertainment.

## Altri media
- Nel 2012, il gruppo musicale "Gopota" di San Pietroburgo ha dedicato una canzone satirica chiamata "Milonov" a Milonov. Nel 2014 è stato pubblicato il gioco da tavolo "La vita del deputato Milonov" Nel 2016, il gruppo musicale "PORT 812" di San Pietroburgo ha dedicato una canzone satirica chiamata "Vitaly" a Milonov. Milonov è menzionato nella canzone "Cuckoo" del gruppo "Slot": "Mamma, sono normale, no, non sono un marxista. E non come Milonov è un clown esibizionista.
- Ha fatto un cameo nel film Major grom il medico della peste (Майор Гром: Чумной Доктор) regia di Oleg Trofim.